# Москва II-Митьково
Москва́ II-Митько́во (встречается также написание «Москва 2-Митьково» и «Москва-II — Митьково») — узловая железнодорожная станция на Митьковской соединительной ветви Московской железной дороги в Москве. Входит в Московско-Горьковский центр организации работы железнодорожных станций ДЦС-8 Московской дирекции управления движением. По основному характеру работы является грузовой, по объёму и сложности выполняемых грузовых операций отнесена ко 2 классу.
Станция открыта по параграфу, позволяющему выполнять контейнерные перевозки. Расположена на участках обслуживания Московско-Рязанской дистанции пути ПЧ-5; Панковской дистанции электроснабжения ЭЧ-3; Перовской дистанции сигнализации, централизации и блокировки ШЧ-6.

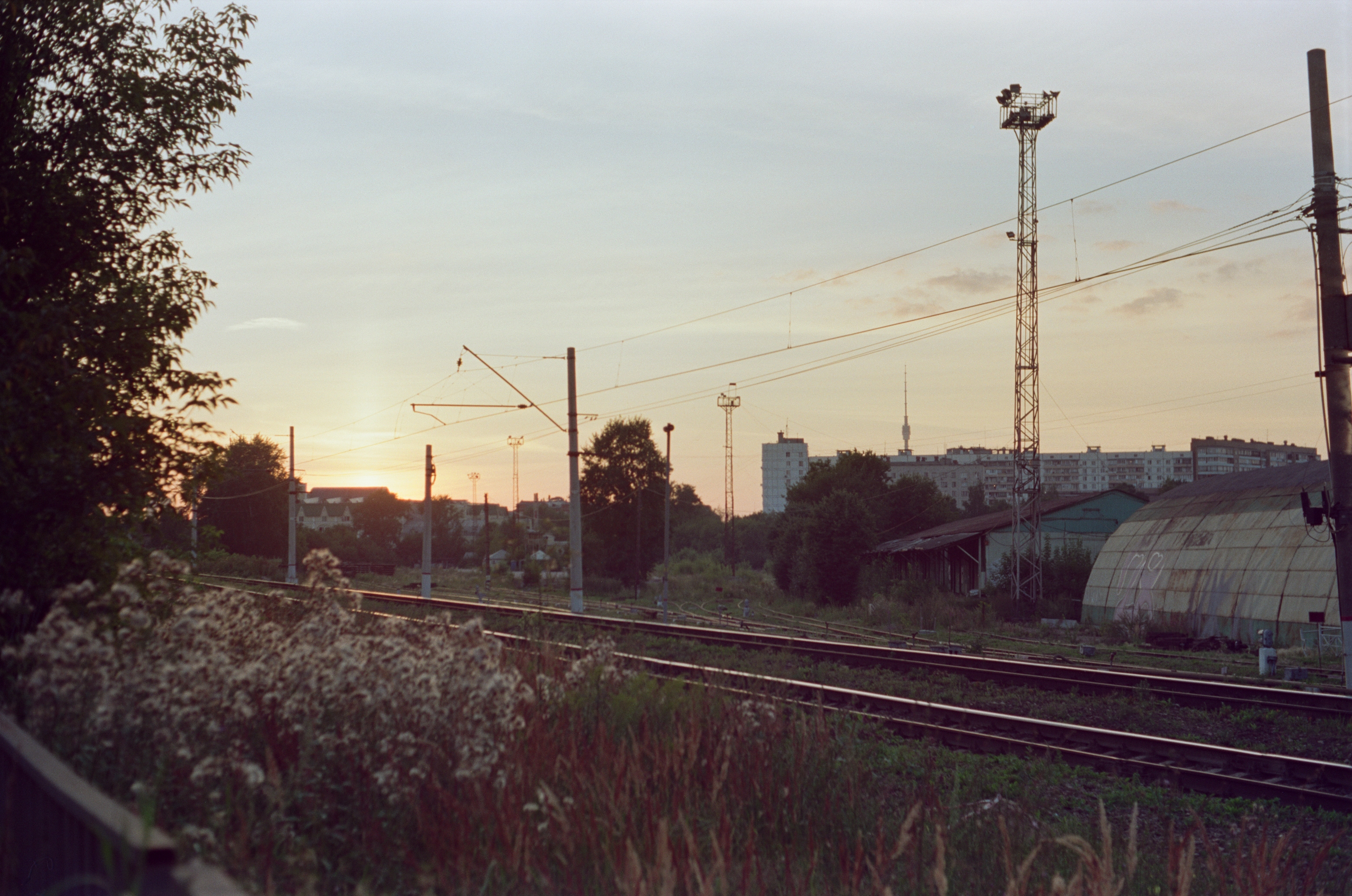
Станция Москва-Митьково (2020)

## История
Станция Москва II-Митьково была открыта на Митьковской соединительной ветви в 1908 году. Названа по фамилии крупного землевладельца Митькова, владевшего этим участком.
Первой остановкой от Казанского вокзала Москвы в XIX веке была платформа Сокольники в районе нынешней станции Москва-Товарная-Рязанская (Москва-Товарная — 1) с выходом в Гавриков переулок — известное царство хлеба. В этом месте в 1894 году дорога построила вместительное хранилище. Эта биржа стала посредником в перевалке миллионов пудов российского хлеба по стране и за границу. Грузооборот на станции рос из года в год. И грузовая станция Москва — Товарная — 1 уже не справлялась с этим потоком груза. После больших хлопот Московско-Казанская железная дорога выкупила у тайного советника А. Митькова невдалеке от платформы Сокольники солидный кусок земли с прудом, что соседствовал с фабрикой купца Абрикосова (ныне кондитерская фабрика им. Бабаева). МПС оказал содействие в планировке будущей товарной станции по левую сторону Сокольнического шоссе. Водоём засыпали, кусты срубили и проложили рельсы. В январе 1895 года у Казанки открылось отделение под названием Москва-Товарная — 2, более известная по фамилии прежнего владельца участка как Митьково.

## Инфраструктура в 2000-е годы
Грузовая станция Москва II-Митьково состояла из транспортно-складского комплекса, технического парка с приемо-отправочными путями, сортировочными и вытяжными путями. На станции также были размещены техническая контора, пост дежурного по станции и маневрового диспетчера, пункт технического обслуживания вагонов. К станции примыкают подъездные пути.
На станции было 33 стрелочных перевода, 37 светофоров, пост ЭЦ.
По характеру работы станция
была разделена на два грузовых района общего типа и специализированный (контейнерный терминал). По схеме путевого развития грузовые районы — тупиковые.
Специализированный грузовой район был оснащён подъёмно-транспортными машинами и устройствами для погрузочно-разгрузочных и складских работ, в соответствии с путевым развитием, подъездами и проездами для автотранспорта, техническими устройствами пожарно-охранной сигнализацией, осветительной сетью, водопроводом. В грузовом районе располагались различные вспомогательные и служебные помещения: конторы, пункты для обслуживания и ремонта погрузочно-разгрузочных машин, медпункт, контрольно-пропускной пункт. Территория района была ограждена и оборудована противопожарными средствами и связью.
На грузовом районе общего типа были сосредоточены все пункты и устройства грузового хозяйства для переработки грузов: открытые склады, платформы, контейнерные площадки, сортировочные платформы, площадки для тяжеловесных и навалочных грузов, повышенные пути, эстакады, весы, габаритные ворота.

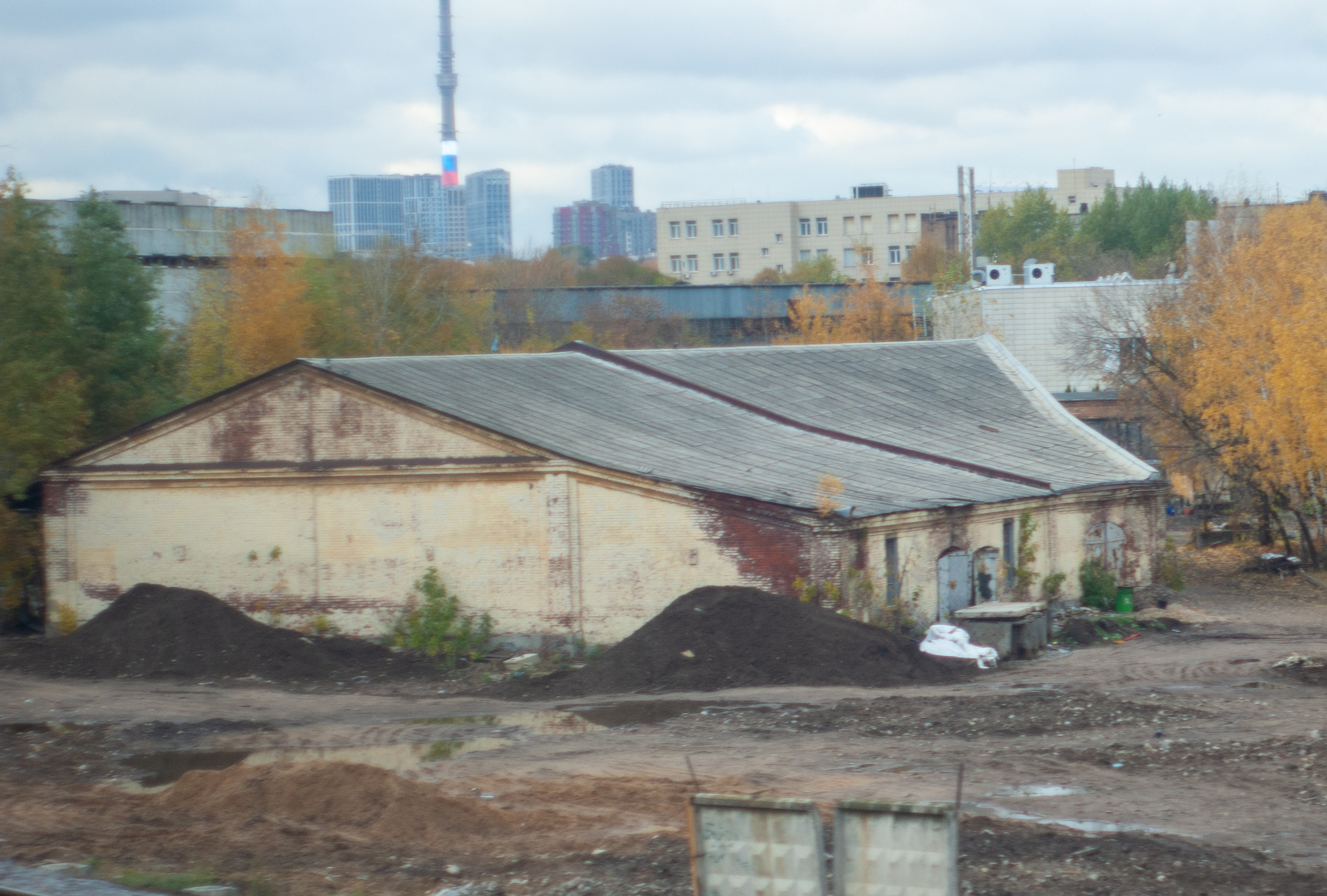
Одно из многочисленных складских зданий на станции Митьково (2023)

На станции были расположены крытые склады для хранения грузов, открытые площадки для хранения контейнеров, высокие и низкие платформы для разгрузки вагонов на автотранспорт. Максимальная грузоподъемность установленных на станции механизмов для погрузки и выгрузки тяжеловесных грузов составляла 30 тонн. Погрузочно-разгрузочные работы по обработке контейнеров на станции осуществлялись ричстакерами.
В 2006 году проведена электрификация одного пути Митьковской соединительной ветви на постоянном токе 3кВ для пропуска транзитных скорых поездов, следующих с Казанско-Рязанского направления на Ленинградское направление или Ярославское направление МЖД и обратно. Транзит этих поездов был перенесён с Большого кольца МЖД и Курского вокзала для их разгрузки. На станции этот путь является главным путём № III (северным из двух транзитных путей). На станции расположена Московская таможня — Московский железнодорожный таможенный пост, отдел таможенного оформления и таможенного контроля.

### Путевое развитие

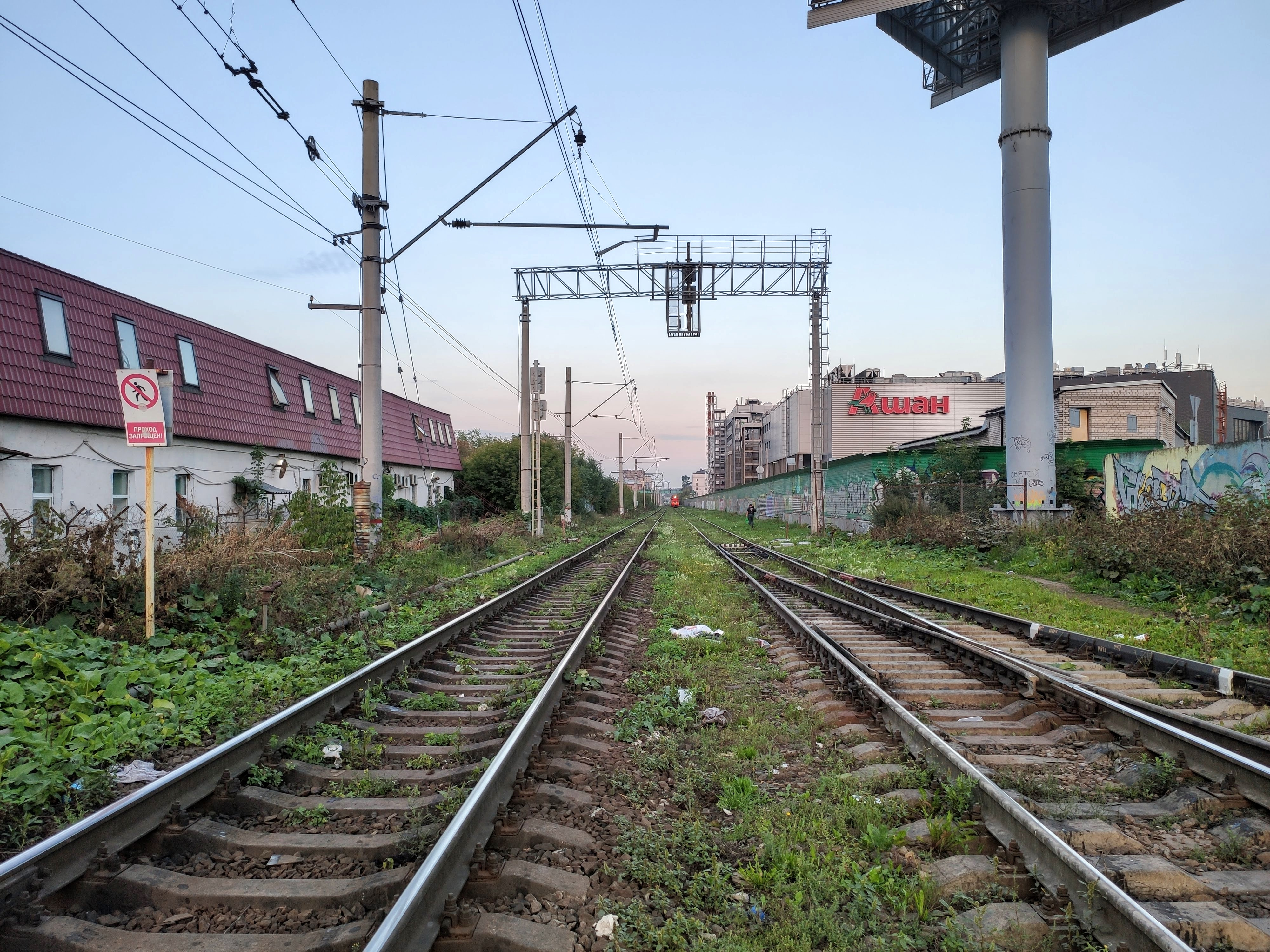
Вид на станцию со стороны северо-западной горловины

Путевое развитие станции, — 26 путей, из них III и IV — главные пути (III путь электрифицирован), 10 — погрузочно-выгрузочные тупиковые, 2 — приёмо-отправочные для участковых сборных и вывозных поездов обоих направлений, 1 — ходовой путь для локомотива, 5 — сортировочных, 1 — тупиковый путь стоянки багажных вагонов, 1 — вытяжной с полугоркой путь специального профиля по расформированию и формированию поездов, 1 — предохранительный тупик, 2 — подъездных пути к ОАО «Мельничный комбинат в Сокольниках» и 1 — подъездной путь к ОАО «Кондитерский концерн Бабаевский», а также соединительные пути станции.
Приёмо-отправочный парк содержит 3 пути: два приёмо-отправочных и один ходовой для обгона локомотива.
Сортировочный парк состоит из 5 путей:
1. Накопление вагонов с тарно-штучными грузами,
2. Накопление вагонов со среднетоннажными контейнерами,
3. Накопление вагонов с тяжеловесными грузами,
4. Для формирования передаточных поездов,
5. Для больных вагонов.

Кроме того, предусмотрены два вытяжных пути: по расформированию (путь специального профиля) и формированию поездов и вытяжной путь.
Западная граница станции находится над туннелем ТТК в месте, где от станции на северо-запад ответвляется линия в парк Москва III. Здесь же начинается станция Николаевка (перегон нулевой длины). Восточная граница — на треугольнике путей в сторону станции Москва-Пассажирская-Казанская: два пути перегона к ней идут на юго-запад в сторону платформ, эти ветви № 1,2 неэлектрифицированы; два пути перегона идут на восток в сторону Перово, это ветви № 6,7, электрифицирован только путь № 7.

### Маневровая работа
Выполняются маневровые операции по прицепке/отцепке вагонов к сборным поездам и подача/вывоз вагонов под погрузку/разгрузку.
Маневровую работу на станции выполняют тепловозы ЧМЭ3 приписки депо ТЧ-6 Москва-Сортировочная. Вагонопоток прибывает и отправляется со станции в составе передаточных поездов. Вследствие большого разнообразия грузов, большого числа клиентов, специализаций грузовых фронтов по родам груза, с местными вагонами выполняется большой объём маневровой работы:
1. подборка вагонов перед подачей;
2. подача к грузовому фронту;
3. расстановка на грузовом фронте;
4. перестановка с одного грузового фронта на другой;
5. сборка вагонов после окончания;
6. уборка с грузового пункта на станцию.

Почти все эти маневровые операции, кроме подборки, выполняются на ограниченном путевом развитии, малопроизводительным методом осаживания и потому требует больших затрат времени.
Для уменьшения объёма маневровой работы на тесных грузовых фронтах более детальную подборку вагонов производят на путях сортировочного парка, для чего на вытяжке оборудована горка малой мощности, на которой производится сортировка вагонов в процессе их подборки. Для сокращения простоя местных вагонов на всех элементах и для лучшего использования маневровых средств станции и подъездных путей применяют кооперирование маневровых и других технических средств.
Для станции и подъездных путей установлена единая норма простоя местных вагонов. Ответственность за выполнение этой нормы в равной степени несут станция и подъездные пути.

### Местная работа
На станции выполняются следующие операции:
Технические — расформирование и формирование поездов, подача и уборка вагонов на грузовых фронтах, обработка составов по прибытии и перед отправлением;
Грузовые — погрузка, выгрузка, перегрузка и сортировка.
- Станция открыта для грузовой работы.
- Станция открыта по параграфу, позволяющему выполнять контейнерные перевозки.
- Прием и выдача повагонных отправок грузов, допускаемых к хранению на открытых площадках станций.
- Приём и выдача грузов повагонными и мелкими отправками, загружаемых целыми вагонами, только на подъездных путях и местах необщего пользования.
- Приём и выдача грузов в универсальных контейнерах транспорта массой брутто 20 т на станциях.
- Приём и выдача грузов в универсальных контейнерах транспорта массой брутто 30 т на станциях.

Коммерческие — приём, взвешивание и выдача грузов, оформление перевозочных документов, исчисление провозных плат и расчёты с отправителями и получателями, розыск грузов, финансовая и кассовая отчётность:
- Приём и выдача повагонных отправок грузов (открытые площадки).
- Приём и выдача повагонных и мелких отправок (подъездные пути).
- Приём и выдача грузов в универсальных контейнерах 20 т.
- Приём и выдача грузов в универсальных контейнерах 30 т.

В декабре 2018 года станция закрыта для грузовой работы по параграфам 1,3[уточнить]. Код АСУЖТ сменён с 194102 на 194121.

## Перестройка под МЦД в 2020-е

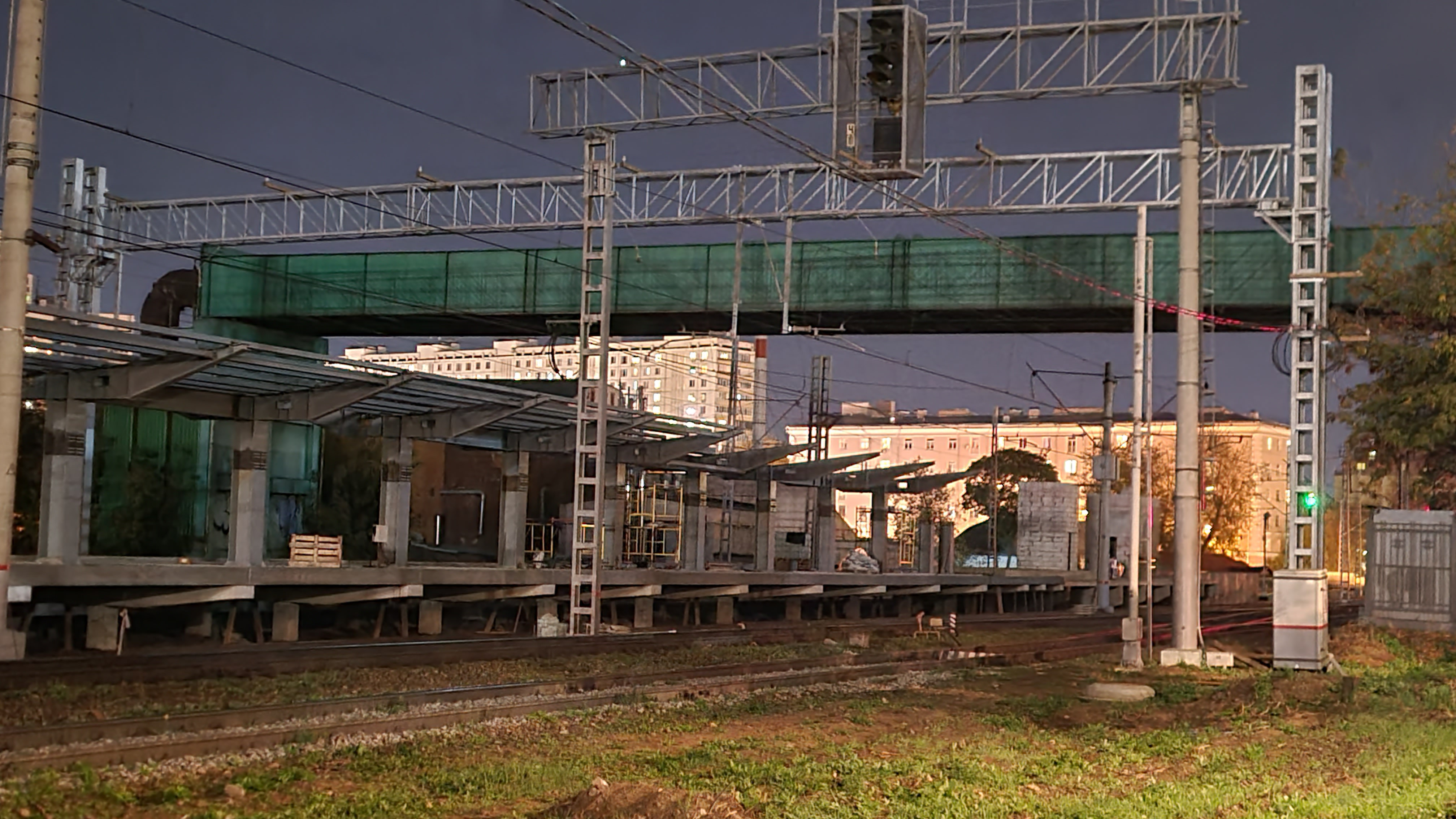
Строящаяся пассажирская платформа (сентябрь 2023 года).

17 августа 2023 года через станцию Митьково была пущена линия МЦД-3. Станционные пути были разобраны, на месте станции 4-путный перегон с одним ответвлением на склады на северо-запад.
В границах станции построен остановочный пункт Митьково линии МЦД-3, запущенный в эксплуатацию 2 августа 2024 года.

## Статьи и публикации
- Юлиан Толстов. Точка отправления: 1913 год, время подъема российской экономики // Московский железнодорожник : отраслевая газета. — 2008. — 22 февраля (№ 7). — С. 22.
- Список предприятий Московской железной дороги ФИЛИАЛ ОАО «РЖД». СЦБИСТ. Железнодорожный форум. Дата обращения: 26 сентября 2011.

## Внешние медиафайлы
- Фотогалерея контейнерного терминала Москва II-Митьково